# Corycaeus catus
Corycaeus catus är en kräftdjursart som beskrevs av F. Dahl 1894. Corycaeus catus ingår i släktet Corycaeus och familjen Corycaeidae. Inga underarter finns listade i Catalogue of Life.